# Charlotte Serber
Charlotte Serber (rozená Leof; 26. července 1911 – 22. května 1967) byla americká novinářka, statistička a knihovnice. Během druhé světové války pracovala jako knihovnice v Národní laboratoři Los Alamos v projektu Manhattan a byla jedinou ženou ve vedoucí funkci této laboratoře. Po válce se ucházela o místo knihovnice v radiační laboratoři v Berkeley, ale neuspěla kvůli nedostatečné bezpečnostní prověrce, pravděpodobně kvůli svým politickým názorům. Později se stala asistentkou produkce v divadle Broadway a pracovala jako tazatelka pro Louise Harrise.

## Životopis
Narodila se jako Charlotte Leof ve Filadelfii 26. července 1911. Byla nejmladší ze tří dětí lékaře Morrise V. Leofa a jeho manželky Jennie. Měla staršího bratra Miltona a starší sestru Madeline. Její otec byl členem Socialistické strany Ameriky, angažoval se v levicových aktivitách a domů si zval návštěvy, mezi něž patřili např. dramatik Clifford Odets, novinář I. F. Stone a fyzik Wolfgang Pauli. V roce 1929 zahájila studium na Pensylvánské univerzitě, kde promovala v roce 1933. Brzy se provdala za fyzika Roberta Serbera, který se znal mnoho let s jejím otcem.
Zpočátku žili v Madisonu ve Wisconsinu, kde byl její manžel pedagogickým asistentem na Wisconsinské univerzitě. Od roku 1933 do roku 1935 pracovala jako novinářka na volné noze a psala články pro noviny jako The Boston Globe. Při své práci např. udělala rozhovor s architektem Frankem Lloydem Wrightem. V roce 1934 získal její muž postdoktorandské stipendium od National Research Council a rozhodl se jít studovat na Princetonskou univerzitu.
Cestou do Princetonu se Serberovi zastavili v Ann Arboru v Michiganu, kde se zúčastnili letní školy na Michiganské univerzitě. Zde se Robert Serber seznámil s Robertem Oppenheimerem a rozhodl se, že studia na Princetonu odmítne a půjde studovat na Kalifornskou univerzitu v Berkeley. V letech 1934 až 1938 žili Serberovi v Berkeley. Charlotte pracovala pro kalifornskou státní správu. Serberovi se stali dobrými přáteli s Oppenheimerem a v letech 1935 až 1941 jezdili v létě na jeho ranč Perro Caliente v Novém Mexiku.
V roce 1938 její muž přijal místo odborného asistenta na Illinoiské Univerzitě v Urbana Champaign. V Illinois se Charlotte zpočátku vrátila k žurnalistice na volné noze. Od roku 1941 do roku 1942 pracovala pro Úřad civilní obrany. Byla politicky aktivní, během španělské občanské války pracovala v Berkeley jako tajemnice výboru lékařské pomoci pro Španělsko a později během druhé světové války jako tajemnice výboru pro pomoc Spojenému království, výboru pro pomoc Číně a pomoc Sovětskému svazu. Byla také zapojena do Ligy žen voliček. Navzdory svým levicovým názorům nebyla nikdy, na rozdíl od svého bratra a sestry, členkou komunistické strany.

### Projekt Manhattan
V prosinci 1941 Oppenheimer požádal jejího muže, aby se připojil k projektu Manhattan, zaměřenému na vývoj atomové bomby. Serberovi se opět přestěhovali do Berkeley v dubnu 1942. Charlotte pracovala nejprve v loděnici jako statistička a v lednu 1943 se připojila k projektu Manhattan jako knihovnice v radiační laboratoři. V dubnu 1943 oficiálně přešla do projektu Y v Santa Fe v Novém Mexiku. Nastoupila jako knihovnice projektu, přestože neměla žádné formální vzdělání v oboru, protože si ji vybral Oppenheimer. Zavedla systém bezpečnostních propustek, které byly psané na stroji a podepsané Oppenheimerem.
Stala se jedinou ženou ve vedoucí pozici v laboratoři v Los Alamos. Přestože jí chyběly zkušenosti s katalogizací knih, naučila se sama používat systém Deweyho desetinné klasifikace. Celá knihovna musela být vytvořena zcela od základu. Na zřízení knihovny se objednalo přibližně 1 200 knih a 50 kompletních souborů vědeckých časopisů. Mnohé z nich byly vyprodané a musely se objednávat prostřednictvím meziknihovních výpůjček přes Kalifornskou univerzitu. Knihy a časopisy se doručovaly poštou do poštovní schránky 1663 v Santa Fe. Každý měsíc jich dorazilo asi 160. Manželka jednoho z chemiků v Los Alamos, přijížděla dvakrát denně do Santa Fe v doprovodu ozbrojené stráže a poštu vybírala.
Knihovna byla rozdělena na dvě části: hlavní knihovnu a knihovnu technických zpráv. První část obsahovala knihy a časopisy. Některé zahraniční časopisy pocházely z publikačního programu americké zpravodajské služby Office of Strategic Services. Agenti nakupovali časopisy v nepřátelských, okupovaných a neutrálních zemích a ty se pak kopírovaly a distribuovaly. Nepřátelská autorská práva a patenty byly zneplatněny úřadem pro správu majetku cizinců (Office of Alien Property Custodian). Jedním z úkolů knihovny bylo psaní, kopírování a distribuce těchto vysoce tajných zpráv. Počet zaměstnanců knihovny se postupně rozrostl na 12, většinou příslušnic ženského armádního sboru a manželek vědců.

### Poválečné období
Její manžel dostal po válce místo v radiační laboratoři v Berkeley. Charlotte se v roce 1946 pokusila získat v této laboratoři místo knihovnice, ale neuspěla, protože nemohla získat bezpečnostní prověrku. Pravděpodobným důvodem jejího odmítnutí byly její politické názory.
Robert přijal v roce 1951 nabídku profesury na Kolumbijské univerzitě. Charlotte se později stala asistentkou produkce Divadla Broadway a v roce 1965 přijala práci u Louise Harrise jako tazatelka. Poté, co jí byla diagnostikována Parkinsonova choroba, trpěla depresemi a 22. května 1967 spáchala ve svých 55 letech sebevraždu předávkováním prášky na spaní.
Charlotte Serber zanechala svůj odkaz vybudováním Vědecké knihovny v Národní laboratoři Los Alamos, která je dnes jednou z předních vědeckých knihoven ve Spojených státech.